# Tepic
Tepic est une ville du Mexique et la capitale de l'État du Nayarit. Sa population s'élevait à 332 863 habitants en 2010.

## Géographie
Tepic se trouve dans une vallée, à une altitude de 915 m, au pied d'un volcan éteint, le Sangangüey.

## Histoire
Fondée en 1531, son centre-ville conserve un certain charme colonial. Le nom vient du nahuatl et signifie « pierre dure ».

## Population
Population selon les résultats des recensements de la population  :
| 1990    | 1995    | 2000    | 2005    | 2010    |
| ------- | ------- | ------- | ------- | ------- |
| 206 967 | 254 551 | 265 817 | 295 204 | 332 863 |

## Évêché
- Diocèse de Tepic
- Cathédrale de Tepic